# Predkambrij
| Eon Predkambrija pred 4600–541 milijoni let Fan. Proterozoik Arhaik Had |
| Geološka časovna lestvica-4500 —–-4000 —–-3500 —–-3000 —–-2500 —–-2000 —–-1500 —–-1000 —–-500 —–0 —HadArhaikProterozoikFanerozoikEoPaleoMezoNeoPaleoMezoNeoPaleoMezoKeno Merilo: milijoni let |

Predkambrij je najstarejše in najdaljše geološko obdobje, ki se je začelo pred 4,5 milijarde leti. Takrat (pred 3,5 milijarde leti) se je začelo življenje. Oceani in kopno so šele nastajali. Nastali sta tudi atmosfera in trdna zemeljska skorja.
Predkambrij je neformalno poimenovanje za čas eonov had, arhaik in proterozoik. Je Zemljin pravek in najdaljše obdobje Zemljine zgodovine, raztezajoče se preko 3,5 milijarde let. V njem so se oblikovale prve celine, prišlo pa je tudi do nastanka zgodnje atmosfere in življenja. Zaradi bombardiranja Zemlje z meteoriti  in posledičnega taljenja površja ostaja le malo dokazov o tej dobi, tako da je zlasti obdobje hada težko študirati, kljub temu pa so bili v Avstraliji, Afriki, Braziliji, Kanadi, Skandinaviji in na Antarktiki najdeni do 4,2 milijarde let stari minerali (cirkonijev silikat).
V tem obdobju so iz Zemljine notranjosti zavoljo ognjeniške aktivnosti uhajali plini in oblikovali zgodnjo atmosfero, sestavljeno iz dušika, ogljikovega dioksida in vodne pare. Ko se je planet ohlajal, je prišlo do kondenzacije padavin ter nastanka oceanov (obstajajo tudi teorije, ki sklepajo na prihod vode v obliki zamrznjenih meteoritov). Tektonika plošč je sodeč po študijah kamnin severozahodne Kanade (starost 2 milijardi let) in Kitajske (starost 2,5 milijarde let) pričela oblikovati Zemljo sredi predkambrija. Kopnina se je oblikovala na območju današnje Antarktike in ustvarila superkontinent Rodinijo, ki je združevala kopnine vseh kasnejših kontinentov in superkontinentov.
Predkambrij je ravno tako obdobje najzgodnejšega življenja. Fosilni ostanki iz arhaika kažejo na enocelične prokariontske organizme brez celičnega jedra, katerih razmnoževanje je potekalo nespolno z deljenjem celic. Obstoj teh organizmov je potrjen za obdobje pred 3,5 milijarde let, utegnili pa bi obstajati tudi že pred 3,8 milijarde let. Ta življenjska oblika je bila anaerobna – za življenje oziroma izdelovanje energije ni potrebovala (sicer skoraj neobstoječega) kisika. Šele kasneje, pred kake 3,46 milijarde let, se je namreč na zemeljskem obličju pojavila modrozelena alga, prvi organizem s sposobnostjo fotosinteze in torej izdelovanja kisika. Iz teh alg so nastali stromatoliti, ki so bili kasneje fosilizirani in jih je danes moč opazovati v zahodni Avstraliji (starost 3,4 milijarde let). Življenje je milijarde let obstajalo le v obliki nespolno se razmnožujočih prokariontov, dokler ni pred okoli 550 milijoni let prišlo do nastanka prvih spolno se razmnožujočih in tako bolje prilagodljivih evkariontov kot zgodnjih znanilcev izbruha organizmov v paleozoiku.